# Вернер Лекле
Вернер Лекле (нім. Werner Loeckle, 4 травня 1916 — 20 березня 1996) — німецький академічний веслувальник.
Бронзовий призер Олімпійських Ігор 1936 року в складі вісімки.